# Baia dei Turchi

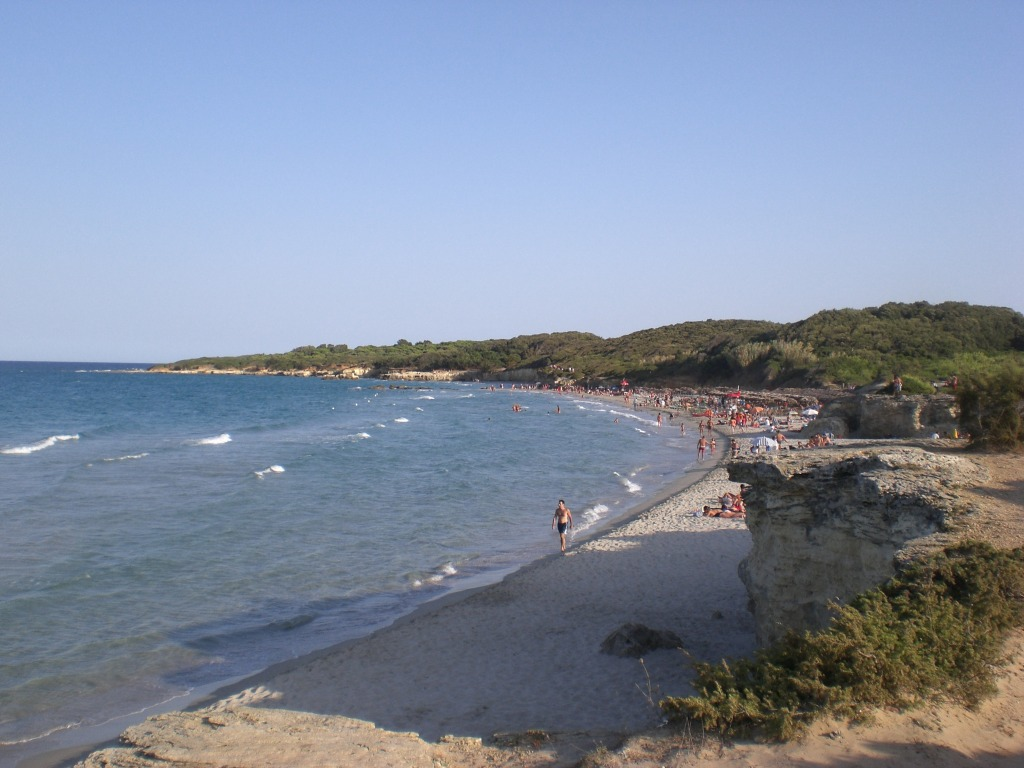
La parte meridionale della Baia dei Turchi.

La baia dei Turchi, a pochi chilometri a nord di Otranto, è il luogo dove, secondo la tradizione, sbarcarono i guerrieri turchi nel corso dell'assedio alla città di Otranto del XV secolo (battaglia di Otranto).
Sabbiosa e incontaminata, la baia appartiene alla pregiata oasi protetta dei laghi Alimini, uno degli ecosistemi più importanti del Salento e della Puglia.

## Inserimento in aree protette e riconoscimenti nazionali
La baia dei Turchi e la zona dei laghi Alimini sono classificate come Sito di importanza comunitaria (SIC).
Nel gennaio 2007 il Fondo per l'Ambiente Italiano (FAI) ha inserito la baia dei Turchi tra i primi 100 luoghi da salvare in Italia (grazie alle segnalazioni ricevute in occasione della terza edizione dell'iniziativa "I luoghi del cuore").
Nel gennaio 2009, in occasione del nuovo censimento, il FAI ha comunicato che le segnalazioni pervenute hanno condotto la baia dei Turchi al 12º posto nazionale (primo nella regione Puglia) nella classifica dei luoghi del cuore.

## La baia a rischio deturpazione

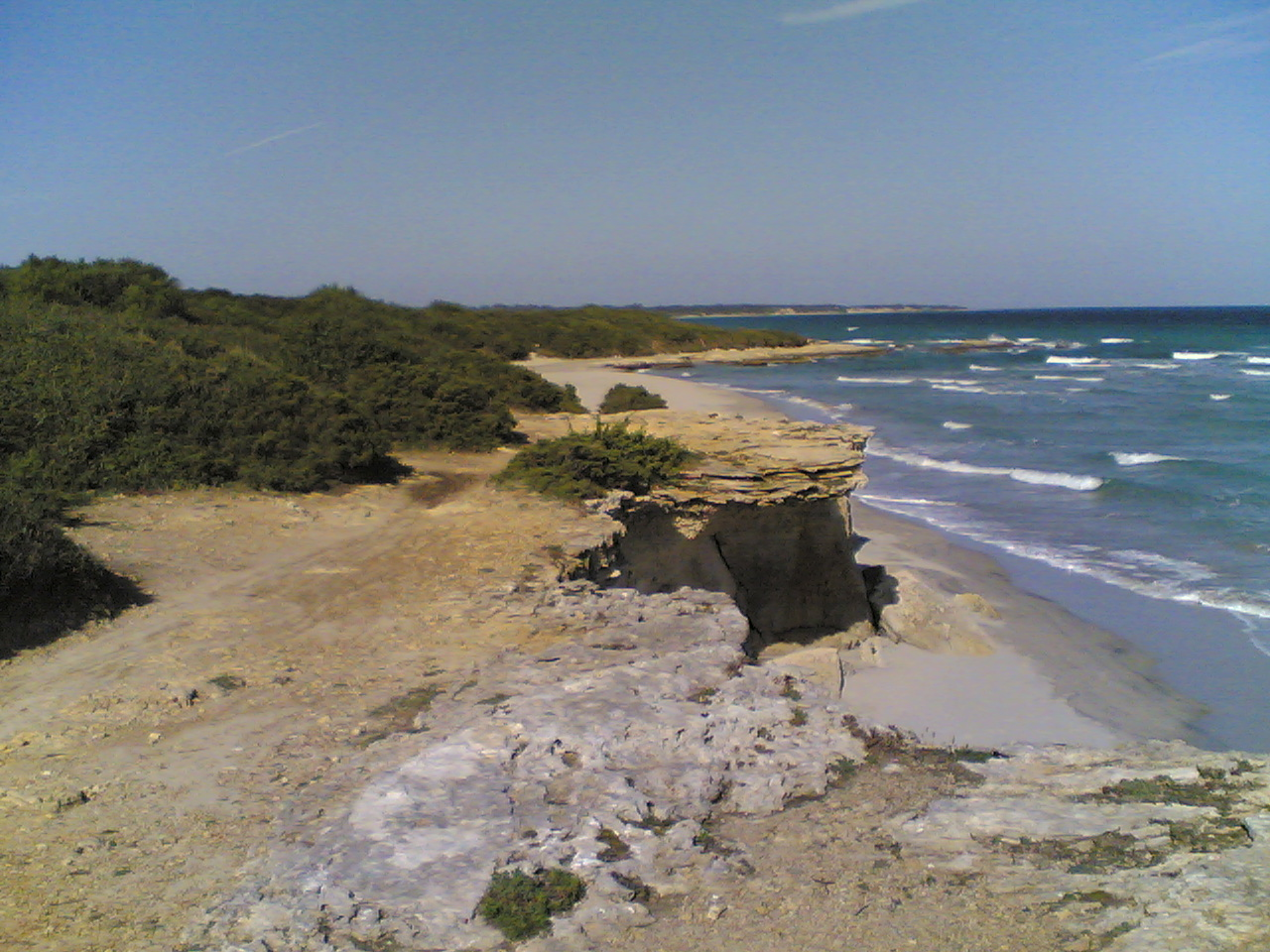
La parte settentrionale della baia dei Turchi.

A partire dalla primavera del 2006, la baia dei Turchi è stata al centro di numerose iniziative per salvaguardarne la libera fruizione da parte dei cittadini, causate dall'avvio della costruzione di uno stabilimento balneare. In seguito a manifestazioni di protesta alquanto estese e prolungate, la vicenda è approdata agli organi istituzionali (T.A.R., Comune di Otranto, Regione Puglia) ed è stata seguita da giornali ed emittenti locali e dagli organismi ambientalisti (le sezioni pugliesi di WWF e Legambiente).
Gli organi di indagine hanno appurato che sono stati commessi diversi illeciti nella procedura e nella realizzazione della struttura, e che sono stati provocati evidenti danni al paesaggio e alla macchia mediterranea limitrofa). Di conseguenza, nel mese di giugno 2006 il cantiere è stato posto sotto sequestro.
Nell'aprile 2007 è stata però rilasciata nuova concessione, consentita dal cambiamento della destinazione d'uso della spiaggia (da "stabilimento balneare" a "spiaggia libera con servizi"). Sono riprese le proteste di massa da parte dei cittadini amanti della baia (salentini e no), che hanno sollecitato ripetutamente le istituzioni (Regione Puglia e Comune di Otranto) per pervenire a una soluzione che potesse liberare la piccola spiaggia da qualsiasi struttura turistica.
Il 9 luglio 2007 il Comune di Otranto ha revocato il permesso di costruire nella baia dei Turchi e bloccato i lavori di costruzione dello stabilimento balneare, intimando l'eliminazione del manufatto entro il 7 ottobre 2007.
Il 29 agosto 2007 il Consiglio di Stato (con ordinanza n. 4497/07, Reg. Gen. 6058/2007) ha accolto l'istanza del Comune di Otranto.
Nei primi giorni di ottobre 2007, si è iniziato il lento smantellamento della struttura, subito però interrotto dopo qualche giorno. Si è successivamente appreso di ricorsi ancora pendenti presso il TAR e il Consiglio di Stato.
Nel marzo 2008 si è appreso che il TAR ha dato nuovamente ragione al Comune di Otranto relativamente alla revoca della concessione edilizia. Si attese l'ultima decisione da parte del TAR riguardo alla concessione demaniale.
Il 3 giugno 2008 il Comune di Otranto, constatando la mancata rimozione dei manufatti e la situazione di grave pericolo per i bagnanti derivante dai resti della struttura (chiodi arrugginiti, assi fuori posto, reti semi-sepolte dalla sabbia), ha invitato la ditta concessionaria a rimuovere definitivamente i manufatti.
Nel luglio 2008 è stato dato avvio alla rimozione della restante parte della struttura. La rimozione è stata completata nell'inizio del 2009.